# ベス・ディットー
メアリー・パターソン（Mary Patterson、1981年2月19日 - ）は、ベス・ディットー（Beth Ditto）の芸名で知られるシンガーソングライター。ロックバンド「ゴシップ」のボーカリスト。

## 人物
シザー・シスターズのリードシンガーアナ・マトロニックと親友。最も好きな歌はエックス・レイ・スペックスの『オー・ボンデージ・アップ・ユアーズ!』。雑誌『NME』の2006年のインタビューの中で「子供のときにリスを食べた」と述べたため、小さな論争を巻き起こした事がある。
自分自身をパンクとみなして、デオドラントはつけない。しかし、腋毛の処理は行っている。かつて「パンクって臭いのが普通でしょ」と述べた事がある。ディットーが肥満体を隠さず晒す事で、大衆は肥満体に対して誤った認識をしてしまう危険性があると医者にコメントされた事がある。しかし反面で身体的特徴を隠さずにアピールする事が「前向きな身体像」として支持、称賛された。以前、『ガーディアン』のコラムに身体像に関するアドバイスコラムを寄稿していた。
2009年2月に雑誌『Love』の初日のカバーモデルとして、ロンドンで取り上げられた。同年7月9日、イギリス小売業者エヴァンズにより、イギリスのいくつかの店でディットーのファッションコレクションのオンライン販売が始められた。2010年10月2日に開かれたパリコレクション春でジャン＝ポール・ゴルチエのショーに出演した。
彼女はレズビアンであり、LGBTとフェミニストの熱心な支持者である。また、肥満女性の擁護者であり、自分の太った写真を撮って彼女らを支持している。

## 受賞とノミネート
- 2006年：NME - Coolest Person In Rock（受賞）
- 2007年：NMEアワード - Sexiest Woman Of The Year（ノミネート）
- 2008年：グラマー・アワード - International Artist Of The Year（受賞）